# Lijst van voetbalinterlands Jamaica - Verenigde Staten
Deze lijst van voetbalinterlands geeft een overzicht van alle officiële voetbalwedstrijden tussen de nationale teams van Jamaica en de Verenigde Staten. De landen hebben tot op heden 35 keer tegen elkaar gespeeld. De eerste ontmoeting, een kwalificatiewedstrijd voor het Wereldkampioenschap voetbal 1990, werd gespeeld in Kingston op 24 juli 1988. Het laatste duel, een kwartfinale van de CONCACAF Nations League 2024/25, werd gespeeld op 18 november 2024 in Saint Louis.

## Wedstrijden
| №  | Plaats          | Datum             | Competitie                      | Wedstrijd                  | Uitslag |
| -- | --------------- | ----------------- | ------------------------------- | -------------------------- | ------- |
| 1  | Kingston        | 24 juli 1988      | WK 1990 kwalificatie            | Jamaica – Verenigde Staten | 0 – 0   |
| 2  | Saint Louis     | 13 augustus 1988  | WK 1990 kwalificatie            | Verenigde Staten – Jamaica | 5 – 1   |
| 3  | High Point      | 14 september 1991 | Vriendschappelijk               | Verenigde Staten – Jamaica | 1 – 0   |
| 4  | Dallas          | 10 juli 1993      | CONCACAF Gold Cup 1993          | Verenigde Staten – Jamaica | 1 – 0   |
| 5  | Fullerton       | 7 november 1993   | Vriendschappelijk               | Verenigde Staten – Jamaica | 1 – 0   |
| 6  | Kingston        | 22 november 1994  | Vriendschappelijk               | Jamaica – Verenigde Staten | 0 – 3   |
| 7  | Kingston        | 2 maart 1997      | WK 1998 kwalificatie            | Jamaica – Verenigde Staten | 0 – 0   |
| 8  | Washington D.C. | 3 oktober 1997    | WK 1998 kwalificatie            | Verenigde Staten – Jamaica | 1 – 1   |
| 9  | Kingston        | 8 september 1999  | Vriendschappelijk               | Jamaica – Verenigde Staten | 2 – 2   |
| 10 | Kingston        | 16 juni 2001      | WK 2002 kwalificatie            | Jamaica – Verenigde Staten | 0 – 0   |
| 11 | Foxborough      | 7 oktober 2001    | WK 2002 kwalificatie            | Verenigde Staten – Jamaica | 2 – 1   |
| 12 | East Rutherford | 16 mei 2002       | Vriendschappelijk               | Verenigde Staten – Jamaica | 5 – 0   |
| 13 | Kingston        | 12 februari 2003  | Vriendschappelijk               | Jamaica − Verenigde Staten | 1 − 2   |
| 14 | Kingston        | 18 augustus 2004  | WK 2006 kwalificatie            | Jamaica − Verenigde Staten | 1 − 1   |
| 15 | Columbus        | 17 november 2004  | WK 2006 kwalificatie            | Verenigde Staten − Jamaica | 1 − 1   |
| 16 | Foxborough      | 16 november 2005  | CONCACAF Gold Cup 2005          | Verenigde Staten − Jamaica | 3 − 1   |
| 17 | Cary            | 11 april 2006     | Vriendschappelijk               | Verenigde Staten − Jamaica | 1 − 1   |
| 18 | Washington D.C. | 19 juni 2011      | CONCACAF Gold Cup 2011          | Jamaica − Verenigde Staten | 0 − 2   |
| 19 | Kingston        | 7 september 2012  | WK 2014 kwalificatie            | Jamaica − Verenigde Staten | 2 − 1   |
| 20 | Columbus        | 11 september 2012 | WK 2014 kwalificatie            | Verenigde Staten − Jamaica | 1 − 0   |
| 21 | Kingston        | 7 juni 2013       | WK 2014 kwalificatie            | Jamaica − Verenigde Staten | 1 − 2   |
| 22 | Kansas City     | 11 oktober 2013   | WK 2014 kwalificatie            | Verenigde Staten − Jamaica | 2 − 0   |
| 23 | Atlanta         | 22 juli 2015      | CONCACAF Gold Cup 2015          | Verenigde Staten − Jamaica | 1 − 2   |
| 24 | Chattanooga     | 3 februari 2017   | Vriendschappelijk               | Verenigde Staten − Jamaica | 1 − 0   |
| 25 | Santa Clara     | 26 juli 2017      | CONCACAF Gold Cup 2017          | Verenigde Staten − Jamaica | 2 − 1   |
| 26 | Washington D.C. | 6 juni 2019       | Vriendschappelijk               | Verenigde Staten − Jamaica | 0 − 1   |
| 27 | Nashville       | 3 juli 2019       | CONCACAF Gold Cup 2019          | Jamaica − Verenigde Staten | 1 − 3   |
| 28 | Wiener Neustadt | 25 maart 2021     | Vriendschappelijk               | Verenigde Staten − Jamaica | 4 − 1   |
| 29 | Arlington       | 25 juli 2021      | CONCACAF Gold Cup 2021          | Verenigde Staten − Jamaica | 1 − 0   |
| 30 | Austin          | 7 oktober 2021    | WK 2022 kwalificatie            | Verenigde Staten − Jamaica | 2 − 0   |
| 31 | Kingston        | 16 november 2021  | WK 2022 kwalificatie            | Jamaica − Verenigde Staten | 1 − 1   |
| 32 | Chicago         | 24 juni 2023      | CONCACAF Gold Cup 2023          | Verenigde Staten − Jamaica | 1 − 1   |
| 33 | Arlington       | 21 maart 2024     | CONCACAF Nations League 2023/24 | Verenigde Staten − Jamaica | 3 − 1   |
| 34 | Kingston        | 14 november 2024  | CONCACAF Nations League 2024/25 | Jamaica − Verenigde Staten | 0 − 1   |
| 35 | Saint Louis     | 18 november 2024  | CONCACAF Nations League 2024/25 | Verenigde Staten − Jamaica | 4 − 2   |

## Samenvatting
| Competitie              | Totaal gespeeld | Winst Jamaica | Gelijk | Winst Verenigde Staten | Doelsaldo Jamaica – Verenigde Staten |
| ----------------------- | --------------- | ------------- | ------ | ---------------------- | ------------------------------------ |
| WK-kwalificatie         | 14              | 1             | 7      | 6                      | 9 − 19                               |
| CONCACAF Gold Cup       | 8               | 1             | 1      | 6                      | 6 − 14                               |
| CONCACAF Nations League | 3               | 0             | 0      | 3                      | 3 − 8                                |
| Vriendschappelijk       | 10              | 1             | 2      | 7                      | 6 − 20                               |
| Totaal                  | 35              | 3             | 10     | 22                     | 24 − 61                              |

## Details

### Eerste ontmoeting
| WK 1990 kwalificatie (Kingston, Jamaica, 24 juli 1988): |       |                  |
| Jamaica                                                 | 0 – 0 | Verenigde Staten |
|                                                         | goals |                  |

### Zevende ontmoeting
| WK 1998 kwalificatie (Kingston, Jamaica, 2 maart 1997): |              | |
| Jamaica | 0 – 0        | Verenigde Staten |
| | goals        | |
| René Simões | bondscoach   | Steve Sampson |
| Warren Barrett Dean Sewell Stephen Malcolm 46' Durrent Brown 74' Linval Dixon Ian Goodison Gregory Messam Andrew Williams Peter Cargill Theodore Whitmore Walter Boyd | opstellingen | Kasey Keller Thomas Dooley John Harkes Alexi Lalas Mike Burns Jeff Agoos Cobi Jones Earnest Stewart Eric Wynalda 80' Claudio Reyna 60' Brian McBride |
| Altimont Butler 46' Paul Young 74' Aaron Lawrence Anthony McCreath Donald Stewart Kevin Wilson                                                                        | wissels      | 60' Roy Lassiter 80' Mike Sorber Brad Friedel Tony Sanneh Michael Mason Marcelo Balboa Peter Vermes                                                  |
| Peter Cargill 78' | gele kaarten | 54' Cobi Jones 63' Alexi Lalas 79' Earnest Stewart                                                                                                   |

### Achtste ontmoeting
| WK 1998 kwalificatie (Washington D.C., Verenigde Staten, 3 oktober 1997): |       |                 |
| Verenigde Staten                                                          | 1 – 1 | Jamaica         |
| Eric Wynalda 50'                                                          | goals | 51' Deon Burton |

### 23ste ontmoeting
| CONCACAF Gold Cup 2015 (Atlanta, Verenigde Staten, 22 juli 2015): |       |                                      |
| Verenigde Staten                                                  | 1 – 2 | Jamaica                              |
| Michael Bradley 48'                                               | goals | 31' Darren Mattocks 36' Giles Barnes |

### 24ste ontmoeting
| Vriendschappelijk (Chattanooga, Verenigde Staten, 3 februari 2017): |       |         |
| Verenigde Staten                                                    | 1 – 0 | Jamaica |
| Jordan Morris 59'                                                   | goals |         |

JFF · A-internationals · Bondscoaches · Selecties · Statistieken · Jamaicaans vrouwenelftal · Olympisch elftal · Jamaica U21 · Jamaica U19 · Jamaica U17
1920 – 1959 · 
1960 – 1969 · 
1970 – 1979 · 
1980 – 1989 · 
1990 – 1999 · 
2000 – 2009 · 
2010 – 2019 · 
2020 – 2029
Gold Cup 1991 · 
Gold Cup 1993 · 
Gold Cup 1998 · 
Gold Cup 2000 · 
Gold Cup 2003 · 
Gold Cup 2005 · 
Gold Cup 2009 · 
Gold Cup 2011 · 
Gold Cup 2015
Copa América 2015
WK 1998
1925 · 
1926 · 
1927–1929 · 
1930 · 
1931 · 
1932 · 
1933–1934 · 
1935 · 
1936 · 
1937 · 
1938 · 
1939–1946 · 
1947 · 
1948 · 
1949 · 
1950 · 
1951 · 
1952 · 
1953 · 
1954–1956 · 
1957 · 
1958 · 
1959 · 
1960 · 
1961 · 
1962 · 
1963 · 
1964 · 
1965 · 
1966 · 
1967 · 
1968 · 
1969 · 
1970 · 
1971 · 
1972 · 
1973 · 
1974 · 
1975 · 
1976 · 
1977 · 
1978 · 
1979 · 
1980 · 
1981 · 
1982 · 
1983 · 
1984 · 
1985 · 
1986 · 
1987 · 
1988 · 
1989 · 
1990 · 
1991 · 
1992 · 
1993 · 
1994 · 
1995 · 
1996 · 
1997 · 
1998 · 
1999 · 
2000 · 
2001 · 
2002 · 
2003 · 
2004 · 
2005 · 
2006 · 
2007 · 
2008 · 
2009 · 
2010 · 
2011 · 
2012 · 
2013 · 
2014 · 
2015 · 
2016 ·
2017 ·
2018 ·
2019 ·
2020 ·
2021 ·
2022 ·
2023 ·
2024
Amerikaanse Maagdeneilanden ·
Antigua en Barbuda ·
Argentinië ·
Aruba ·
Australië ·
Bahama's ·
Barbados ·
Bermuda ·
Bolivia ·
Brazilië ·
Britse Maagdeneilanden ·
Bulgarije ·
Canada ·
Chili ·
China ·
Colombia ·
Costa Rica ·
Cuba ·
Curaçao ·
Dominica ·
Dominicaanse Republiek ·
Ecuador ·
Egypte ·
El Salvador ·
Engeland ·
Frankrijk ·
Ghana ·
Grenada ·
Guatemala ·
Guyana ·
Haïti ·
Honduras ·
Ierland ·
India ·
Indonesië ·
Iran ·
Japan ·
Jordanië ·
Kaaimaneilanden ·
Kameroen ·
Kroatië ·
Maleisië ·
Marokko ·
Mexico ·
Nederlandse Antillen ·
Nicaragua ·
Nieuw-Zeeland ·
Nigeria ·
Noord-Macedonië ·
Noorwegen ·
Panama ·
Paraguay ·
Peru ·
Puerto Rico ·
Qatar ·
Saint Kitts en Nevis ·
Saint Lucia ·
Saint Vincent en de Grenadines ·
Saoedi-Arabië ·
Servië ·
Suriname ·
Trinidad en Tobago ·
Uruguay ·
Venezuela ·
Verenigde Staten ·
Vietnam ·
Wales ·
Zambia ·
Zuid-Afrika ·
Zuid-Korea ·
Zweden ·
Zwitserland
USSF · A-internationals · Selecties · Bondscoaches · Amerikaans vrouwenelftal · Olympisch elftal · USA -21 · USA -20 · USA -19 · USA -18 · USA -17
1885 – 1919 · 
1920 – 1929 · 
1930 – 1939 · 
1940 – 1949 · 
1950 – 1959 · 
1960 – 1969 · 
1970 – 1979 · 
1980 – 1989 · 
1990 – 1999 · 
2000 – 2009 · 
2010 – 2019 ·
2020 − 2029
CA 1993 · 
CA 1995 · 
CA 2007 · 
CA 2016
CC 1992 · 
CC 1999 · 
CC 2003 · 
CC 2009
WK 1930 · 
WK 1934 · 
WK 1950 · 
WK 1990 · 
WK 1994 · 
WK 1998 · 
WK 2002 · 
WK 2006 · 
WK 2010 · 
WK 2014
OS 1904 · 
OS 1924 · 
OS 1928 · 
OS 1936 · 
OS 1948 · 
OS 1952 · 
OS 1956 · 
OS 1972 · 
OS 1984 · 
OS 1988 · 
OS 1992 · 
OS 1996 · 
OS 2000 · 
OS 2008
Algerije ·
Antigua en Barbuda ·
Argentinië ·
Armenië ·
Australië ·
Azerbeidzjan ·
Barbados ·
België ·
Belize ·
Bermuda ·
Bolivia ·
Bosnië en Herzegovina ·
Brazilië ·
Canada ·
Chili ·
China ·
Colombia ·
Costa Rica ·
Cuba ·
Curaçao ·
Denemarken ·
DDR ·
Duitsland ·
Ecuador ·
Egypte ·
El Salvador ·
Engeland ·
Estland ·
Finland ·
Frankrijk ·
Ghana ·
GOS ·
Grenada ·
Griekenland ·
Guatemala ·
Guyana ·
Haïti ·
Honduras ·
Hongarije ·
Ierland ·
IJsland ·
Iran ·
Israël ·
Italië ·
Ivoorkust ·
Jamaica ·
Japan ·
Joegoslavië ·
Kaaimaneilanden ·
Kameroen ·
Koeweit ·
Letland ·
Liechtenstein ·
Luxemburg ·
Malta ·
Marokko ·
Martinique ·
Mexico ·
Moldavië ·
Nederland ·
Nederlandse Antillen ·
Nicaragua ·
Nieuw-Zeeland ·
Nigeria ·
Noord-Ierland ·
Noord-Korea ·
Noord-Macedonië ·
Noorwegen ·
Oekraïne ·
Oezbekistan ·
Oman ·
Oostenrijk ·
Panama ·
Paraguay ·
Peru ·
Polen ·
Portugal ·
Puerto Rico ·
Qatar ·
Roemenië ·
Rusland ·
Saint Kitts en Nevis ·
Saint Vincent en de Grenadines ·
Saoedi-Arabië ·
Schotland ·
Servië ·
Slovenië ·
Slowakije ·
Sovjet-Unie ·
Spanje ·
Thailand ·
Trinidad en Tobago ·
Tsjechië ·
Tsjecho-Slowakije ·
Tunesië ·
Turkije ·
Uruguay ·
Venezuela ·
Wales ·
Zuid-Afrika ·
Zuid-Korea ·
Zweden ·
Zwitserland
Algerije (2010) ·
België (2014) ·
Brazilië (2009, 2) ·
Duitsland (2014) ·
Engeland (2010) ·
Ghana (2006) · 
Ghana (2014) · 
Italië (2006) · 
Nederland (2022) ·
Portugal (2014) ·
Slovenië (2010) ·
Tsjechië (2006)